# 少花冷水花
少花冷水花（学名：Pilea pauciflora）是荨麻科冷水花属的植物，为中国的特有植物。分布在中国大陆的四川、甘肃等地，生长于海拔2,100米至2,800米的地区，一般生长在沼泽旁及林下阴湿处，目前尚未由人工引种栽培。